# Francesco Calcagno
Francesco Calcagno (Milazzo, 1º gennaio 1803 – Milazzo, 9 settembre 1880) è stato un magistrato e politico italiano.